# Nine Network
Nine Network, appelée également Channel Nine, est une chaîne de télévision australienne. Son siège social est situé près de Sydney, Melbourne, Brisbane, Adelaide et Perth.
C'est l'un des cinq chaînes diffusées en clair du pays.
Son slogan, Still the one, fait référence au fait que Nine Network se considère comme la chaîne la plus populaire en Australie pour le sport, le divertissement et l'actualité. Au cours des deux dernières décennies, Nine Network n'a été dépassé qu'une fois (par Seven Network en 2000) en termes d'audience cumulée sur une année.
Elle est également connue pour sa diffusion de matchs de rugby à XIII, un sport très populaire en Australie. Elle diffuse notamment les matchs de NRL, le championnat local de première division et est pressentie pour diffuser la Coupe du monde de rugby à neuf 2019.

## Identité visuelle

### Logos

Logo de Nine Network du 14 janvier 2008 au 27 septembre 2009